# 阮氏寶
阮氏寶（越南语：／；1801年9月7日—1851年9月12日），越南阮朝明命帝阮福晈的嬪妃，從善王阮福綿審的生母。
阮氏寶是嘉定平章人，景興六十二年七月三十日（1801年9月7日）出生，司空阮克紹之女。嘉隆十三年（1814年），成為明命帝的府妾。明命帝即位後封其為淑嬪（越南语：／）。後因事革除嬪號。嗣德二年（1849年），從善王阮福綿審營建椒園，接生母阮氏寶至此親自奉養。嗣德四年八月十七日（1851年9月12日），阮氏寶去世，壽五十一歲，嗣德帝聽從從善王的意見，恢復了阮氏寶生前的淑嬪封號，賜諡端烈（越南语：／）。

## 子女
阮氏寶共為明命帝生下四子三女，其中兩個兒子早亡，未起名字。
- 長子從善王阮福綿審
- 次子皇子阮福綿宥
- 長女歸德公主阮玉永禎
- 次女賴德公主阮玉貞慎
- 三女順禮公主阮玉靜和

## 影視形象
| 演員 | 年份   | 影視作品 | 備註   |
| 琰珠 | 2019年 | 《鳳扣》 | 阮燁寶 |